# Valea Lupului
Valea Lupului is een Roemeense gemeente in het district Iași.
Valea Lupului telt 3859 inwoners.